# Concerto pour piano no 2 de Bartók
Pour les articles homonymes, voir Concerto pour piano no 2.
 (février 2024).
Si vous disposez d'ouvrages ou d'articles de référence ou si vous connaissez des sites web de qualité traitant du thème abordé ici, merci de compléter l'article en donnant les références utiles à sa vérifiabilité et en les liant à la section « Notes et références ».
Le Concerto pour piano no 2 Sz 95, BB 101, est un concerto pour piano et orchestre de Béla Bartók composé entre 1930 et 1931.

## Contexte historique
Il s'agit d'un des concertos pour piano les plus difficiles du répertoire, bien que conçu par le compositeur pour être moins difficile que le Concerto pour piano no 1 (1926). Il n'avait alors pas rencontré une grande popularité. Puisque Bartók a écrit la plupart de sa musique de piano pour son usage personnel en tant qu'interprète partout en Europe et aux États-Unis, il semble normal qu'il ait voulu un travail de portée plus universelle. Bien qu'il ait composé le deuxième concerto courant octobre 1931, il ne l'a pas créé avant le 23 janvier 1933 à Francfort sous la direction de Hans Rosbaud - un événement particulièrement notable, puisque ceci a marqué sa dernière apparition dans l'Allemagne bientôt nazie.
En approchant la composition de son 1er concerto, Bartók a voulu que sa musique soit contrapuntique. Il a simplifié sa musique (comme plusieurs de ses contemporains), mais son utilisation du contrepoint dans ce morceau en fait une œuvre extrêmement complexe. Cet aspect s'était révélé particulièrement dérangeant dans le premier concerto, de telle sorte que l'orchestre philharmonique de New York, qui devait donner la première, n'a pas pu le maîtriser à temps, et qu'une autre œuvre a dû lui être substitué dans le programme. Le compositeur lui-même a reconnu que la partie de piano était ardue, et a plus tard déclaré que le concerto « est un peu difficile - on pourrait même indiquer très difficile ! - autant pour l'orchestre que pour l'auditoire. ». Il a apparemment essayé de le contrebalancer avec le deuxième concerto, qui a trouvé la reconnaissance critique et la popularité mondiale.

## Structure
Les mouvements sont au nombre de trois :
1. Allegro
2. Adagio- Presto- Più adagio
3. Molto allegro

## Analyse
La forme globale du deuxième concerto est symétrique - la structure du tempo est rapide-lent-rapide-lent-rapide - dans la manière de Bartók qui est maintenant identifiée comme la forme en arche. Le premier mouvement, indiqué allegro, est marqué par le piano actif et ponctuant. Le piano rapide, l'allure rythmique et le mouvement scalaire fragmentaire suggèrent l'influence d'Igor Stravinsky, et de son ballet Petrouchka (1910-1911) en particulier. L'instrumentation de ce concerto trahit pareillement l'affinité de Bartók avec Stravinsky, car la section des cordes demeure silencieuse durant le premier mouvement entier - une caractéristique qui reflète également une emphase croissante sur les vents et les percussions des sections de l'orchestre durant les premières décennies du vingtième siècle. Les sections du contrepoint de style néo-Bach peuvent également refléter l'influence de Stravinsky. Les cordes font leur entrée au début de l'adagio du deuxième mouvement. Nettement différent du précédent, ce mouvement central commence par un lent choral indiqué par les cordes dans des quintes parfaites empilées. Après cette première section de choral, le piano entre, accompagné seulement par les timbales - un martèlement instrumental peu commun, qui illustre à la perfection l'emploi fréquent par Bartók du piano comme prolongation de la famille de percussion. La section centrale de ce mouvement, signalée par un changement de tempo devenant un Presto, est extrêmement rapide et légère. Le mouvement s'achève en boucle par un retour au tempo lent original et la réapparition des motifs du début du mouvement. Le troisième mouvement est une variation libre sur le premier, auquel il ressemble de par la cadence et sa forme mélodique.

## Orchestration
| Instrumentation du 2e Concerto pour piano                             |
| Cordes                                                                |
| premiers violons, seconds violons, altos, violoncelles, contrebasses, |
| Bois                                                                  |
| 3 flûtes, 2 Hautbois 2 clarinettes en la, 3 bassons                   |
| Cuivres                                                               |
| 4 cors en fa, 3 trompettes en ut, 3 trombones                         |
| Clavier                                                               |
| Piano                                                                 |
| Percussions                                                           |
| timbales, batterie                                                    |

## Discographie
Quelques enregistrements notables :
- Leif Ove Andsnes (piano) et l'Orchestre philharmonique de Berlin dirigé par Pierre Boulez, Deutsche Grammophon 477 533-0
- Stephen Kovacevich et l'Orchestre symphonique de la BBC dirigé par Colin Davis, Philips 468 188-2
- Géza Anda et l'Orchestre symphonique de la radio de Berlin (maintenant appelé Deutsches Symphonie-Orchester Berlin) dirigé par Ferenc Fricsay, Deutsche Grammophon 447 399-2 (enregistré en septembre 1959 à la Jesus-Christus-Kirche de Berlin)
- Maurizio Pollini et l'Orchestre symphonique de Chicago dirigé par Claudio Abbado, Deutsche Grammophon 471 360-2
- Zoltán Kocsis, piano, Orchestre de la Radio-télévision hongroise, dir. György Lehel, Hungaroton. (+ concerto n° 1)
- György Sándor, piano, Hungarian State Orchestra, dir. Adam Fischer, Sony Classical (1989-90) (+ concertos n° 1 et n°3)
- Sviatoslav Richter, piano, Orchestre de Paris, dir. Lorin Maazel, 1971, EMI (+ Concerto n° 5 de Prokofiev, London Symphony Orchestra, dir. L. Maazel).
- Lang Lang piano, Orchestre Philharmonique de Berlin, dir. Simon Rattle, 2013, Sony ( + Concerto no 3 de Prokofiev)